# Palais du Trocadéro
Palais du Trocadéro (Cung điện Trocadéro) là một công trình cũ của Paris, đã được phá bỏ để thay bằng Palais de Chaillot cho Triển lãm thế giới năm 1937.
Palais du Trocadéro cũ nằm ở vị trí của Palais de Chaillot hiện nay, thuộc quận 16. Công trình này lấy cảm hứng từ phong các Hồi giáo, được thực hiện bởi hai kiến trúc sư Gabriel Davioud và Jules Bourdais cho Triển lãm thế giới năm 1878. Tới Triển lãm thế giới năm 1937 nó bị phá hủi và thay bằng Palais de Chaillot. Trước khi bị phá bỏ, Palais du Trocadéro đã từng là Bảo tàng công trình Pháp.
Cũng như Palais de Chaillot về sau, Palais du Trocadéro được xây dựng bao gồm hai tòa nhà như hai cánh tay tạo thành một nửa đường tròn. Phần cung điện chính do kiến trúc sư Gabriel Davioud thiết kế với hai tháp cao hai bên theo phong cách Hồi giáo. Vị trí hiện này là sân giữa hai tòa nhà của Palais de Chaillot, địa điểm chính để ngắm nhìn tháp Eiffel.
|  |  |